# The Number of the Beast (dal)
A The Number of the Beast az Iron Maiden brit heavy metal együttes 1982-es albumának címadó dala, melyet kislemezen is kiadtak. Mondanivalója ellenére a dal a 18. helyig jutott a brit slágerlistán. 1990-ben a The First Ten Years box set részeként adták ki újra a kislemezt CD-n.
A The Number of the Beast az Omen II horrorfilm hatására született, és a dal a Jelenések könyvéből vett idézettel kezdődik, melynek szövege a Sátánra és a fenevad számára, a 666-os számra utal. Az Egyesült Államokban mindennek komoly visszhangja volt, és különböző vallási csoportok folyamatosan tiltakoztak a lemezbemutató turné amerikai állomásain, és sátánimádónak titulálták a zenekart, ami persze csak még több eladott lemezt hozott.

## 1982-es kislemez
A lemezborítón az előző két kislemez (Purgatory, Run to the Hills) és a nagylemez folytatásaként ismét Eddie és a Sátán szerepel a képen, de itt már a kettőjük közti csata végkimenetele látható, ahogy Eddie az ördög levágott fejét tartja a kezében. A dalhoz készült videóklipben a koncertfelvételeket ismét régi fekete-fehér filmek jeleneteivel dobták fel.
A kislemez B-oldalára egy koncertfelvétel került, az első Iron Maiden nagylemez egyik dala, a Remember Tomorrow. A borítón az szerepel, hogy 1981-ben Olaszországban készült a felvétel Bruce Dickinson első turnéján a zenekarral, de később kiderült, hogy a dalnak a Maiden Japan koncertlemezen megjelent változatára a stúdióban énekelt rá Dickinson, és ezt adták ki. A The Number of the Beast kislemez volt Clive Burr dobos számára az utolsó hivatalos kiadvány, melyen az Iron Maidenben szerepelt.
A The Number of the Beast az együttes egyik legismertebb dala. A VH1 "40 legnagyobb metal dal" elnevezésű listáján a 7. helyre került, illetve a 6. helyen szerepel Martin Popoff szakíró Minden idők 50 legjobb heavy metal dala című könyvében megjelent listán, melyet zenészek, zenei újságírók és a közönség 15 000 szavazata alapján állított össze.

### Számlista
1. The Number of the Beast (Steve Harris) – 4:49
2. Remember Tomorrow (live) (Harris, Paul Di’Anno) – 5:26

### Közreműködők
- Bruce Dickinson – ének
- Dave Murray – gitár
- Adrian Smith – gitár
- Steve Harris – basszusgitár
- Clive Burr – dobok

## 2005-ös kislemez
A sclerosis multiplex betegségben szenvedő korábbi dobos, Clive Burr, megsegítésére 2002. március 21-én jótékonysági koncertet adott az Iron Maiden a londoni Brixton Academyben. A koncerttel egyidőben jelent meg a Run to the Hills  kislemezes újrakiadása hasonló célból. Három év elteltével, 2005 első napjaiban, az Iron Maiden újra kiadta kislemezen a The Number of the Beast dal eredeti 1982-es stúdióváltozatát, a vinyl korong B-oldalán a dal 2002-es Brixton Academy-beli koncertfelvételével együtt. A kislemez egészen a 3. helyig jutott, és 8 hétig szerepelt a brit slágerlistán.
A kislemez 12"-es változatára az eredeti 1982-es B-oldalas dal, a Remember Tomorrow is felkerült. A multimédiás CD-változat a Hallowed Be Thy Name szintén Brixton Academy-beli koncertfelvételével bővült a 7"-es kislemezhez képest, továbbá a The Number of the Beast koncertvideójával és eredeti videóklipjével.

### Számlista
7" kislemez
1. The Number of the Beast (Steve Harris) – 4:49
2. The Number of the Beast (Live at Brixton Academy, 2002) (Harris) – 4:48

12" kislemez
1. The Number of the Beast (Harris) – 4:49
2. The Number of the Beast (Live at Brixton Academy, 2002) (Harris) – 4:48
3. Remember Tomorrow (live) (Harris, Paul Di’Anno) – 5:26

Multimédiás CD-változat
1. The Number of the Beast (Harris) – 4:53
2. The Number of the Beast (Live at Brixton Academy, 2002) (Harris) – 4:48
3. Hallowed Be Thy Name (Live at Brixton Academy, 2002) (Harris) – 7:39
4. The Number of the Beast [video] (Original Promo Video – Camp Chaos Version) (Harris) – 4:51
5. The Number of the Beast [video] (Live at Brixton Academy, 2002) (Harris) – 4:48

### Közreműködők
- Bruce Dickinson – ének
- Dave Murray – gitár
- Adrian Smith – gitár
- Janick Gers – gitár
- Steve Harris – basszusgitár
- Nicko McBrain – dobok